# Холлаи, Имре
Имре Холлаи (22 января 1925—22 ноября 2017) — венгерский дипломат, замминистра иностранных дел. Председатель Генеральной Ассамблеи ООН в 1982—1983 годах.

## Биография
Родился 22 января 1925 года в Уйпеште (ныне часть Будапешта) в бедной семье. В 1943 году получил квалификацию инженера-механика, а затем работал по этой профессии до 1949 года. В 1945 году вступил в Венгерскую коммунистическую партию. В 1951 году окончил Институт Ленина при Университете Этвёша Лоранда, а затем учился один год в партийной школе. 
С 1949 года работал в дипломатической службе, некоторое время был дипломатическим курьером, затем стал политическим сотрудником Министерства иностранных дел Венгрии. Приобрёл навыки русского и английского языков. С 1956 по 1960 год работал заместителем представителя Венгрии в Организации Объединенных Наций, параллельно также работая на разведку.
С 1960 по 1963 — начальник отдела по внешним связям ЦК Венгерской социалистической рабочей партии. С 1964 по 1970 служил послом в Греции и на Кипре.
В 1970—1974 и 1980—1984 работал заместителем министра иностранных дел Венгрии.
С 1974 по 1980 — постоянный представитель Венгрии при Организации Объединенных Наций. Был избран Председателем Генеральной Ассамблеи ООН, занимал эту должность с 21 сентября 1982 года по 20 сентября 1983. С 1984 года вновь работал послом в Греции и на Кипре. Ушел в отставку с дипломатической службы в феврале 1989 года.